# Psephisma di Lombarda

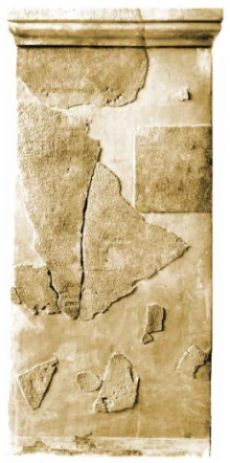
Lo Psephisma di Lombarda

Lo Psephisma di Lombarda è un'epigrafe risalente al IV o III secolo a.C. che riporta istruzioni per i coloni della città greca di Issa su come stabilirsi sull'attuale isola di Curzola, in Dalmazia. Lombarda (in croato Lumbarda) è il villaggio dell'isola di Curzola in cui il reperto è stato rinvenuto nel 1877, a opera di Božo Kršinić.

Il reperto è oggi conservato al Museo archeologico di Zagabria.

## L'iscrizione
Lo Psephisma di Lombarda rappresenta un'importantissima testimonianza per comprendere come i coloni greci erano soliti organizzarsi nella spartizione delle terre coloniali.

Dallo stesso Psephisma ricaviamo che Lombarda doveva essere una piccola sub-colonia di Issa, a sua volta colonia adriatica fatta fondare da Dionisio I di Siracusa.
Importanti informazioni, sia su Lombarda che in generale sulla fondazione delle colonie, si ricavano dall'analisi del testo:
A queste parole segue un elenco di circa duecento nomi delle famiglie che occuparono Lombarda.
Il primo periodo del messaggio dà subito i nomi dei contraenti dell'accordo: da una parte i fondatori della colonia (ecisti), dall'altra due personaggi (Pillo e il figlio Dazo) la cui identità è totalmente ignota, anche se da indagini onomastiche è possibile confermare che si tratti di Illiri, gli abitanti autoctoni dell'isola. Anche la personalità dello ieromnemone (una figura sacra) Praxidamos non è altrimenti conosciuta.

### Finalità dell'accordo
Nell'iscrizione si legge che ogni colono era tenuto ad accaparrarsi un piccolo spazio all'interno delle mura del villaggio più tre pletri di terra coltivabile al di fuori della cinta. Poiché un pletro corrisponde a circa 880 m², ne consegue che ognuno riceveva circa 2740 m² di terreno coltivabile, ovvero un territorio assai ristretto. I coloni dunque non potevano essere autosufficienti in tutto, ma dovevano in larga parte continuare a dipendere dalla madrepatria Issa.

Tutto considerato quindi, si può dedurre che la colonia non avesse scopo di popolamento, ma sia stata fondata dagli issei per altre ragioni. È possibile che questa ragione sia la difesa contro la pirateria, antica piaga del Mare Adriatico.

La fondazione di Lombarda, stando all'intestazione dell'epigrafe, è avvenuta in modo pacifico, tramite accordo con le popolazioni illiriche locali, le quali dovevano essere interessate quanto i greci alla difesa dalla pirateria.

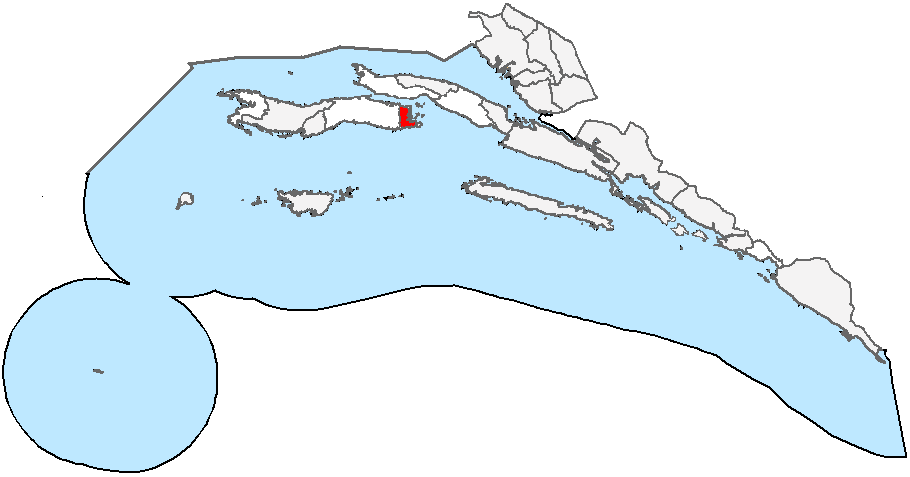
Localizzazione attuale della cittadina di Lombarda.

### Il principio dell'inalienabilità delle terre
L'epigrafe, tra l'altro, è una preziosa conferma della validità, a Lombarda come nell'Adriatico Orientale, del principio dell'inalienabilità delle terre, principio che è tipico di tutta l'età antica e stabilisce che le terre, una volta assegnate ad una famiglia, non possono più esserle tolte, ridimensionate o ridistribuite da nessuno e per nessun motivo. Anche la durezza della pena descritta nelle ultime righe dello Psephisma è una conferma di quanto questo principio sia radicato nella cultura e nella mentalità Occidentale antica.

## Il ritrovamento
Lo Psephisma è stato ritrovato sulla cima della collina chiamata Koludrt, presso Lombarda, dalla spedizione archeologica di Božo Kršinić nel 1877. Ancora ad oggi lo Psephisma di Lombarda è il più antico reperto archeologico epigrafico ritrovato in territorio croato.